# Felicitas Rauch
Felicitas Rauch (Hann. Münden, 30 april 1996) is een voetbalspeelster uit Duitsland. Ze speelt als verdediger voor North Carolina Courage in de National Women's Soccer League.

## Clubcarrière
Rauch groeide op in Peine-Dungelbeck en begon met voetballen bij TSV Dungelbeck in 1998 samen met haar broer. Van 2002 tot 2010 speelde ze voor het jongensteam van VfB Peine. In 2010 verhuisde ze met haar familie naar Berlijn waar ze in de jeugdopleiding van 1. FFC Turbine Potsdam kwam. In 2012 werd ze tweede met Potsdam's B-Juniors na een 3-2 nederlaag tegen de leeftijdsgenoten van TSG 1899 Hoffenheim en maakte ze deel uit van de selectie van het tweede elftal van 1. FFC Turbine Potsdam vanaf het seizoen 2012/13.
Nadat ze met dit tweede elftal kampioen werd van de Tweede Bundesliga, promoveerde Rauch naar het eerste elftal van Potsdam in de zomer van 2014. Op 21 september 2014 maakte Rauch haar debuut in de Bundesliga door als invaller in de 81ste minuut in het veld te komen voor Nataša Andonova.
Op 21 februari 2019 kwam na negen jaar een einde aan het dienstverband van Rauch bij 1. FCC Turbine Potsdam. Kort daarna tekende Rauch een contract bij VfL Wolfsburg.
In mei 2022 verlengde Rauch haar contract bij VfL Wolfsburg tot juni 2025.
Op 17 januari 2024 maakte VfL Wolfsburg bekend dat Rauch per direct de overstap maakt naar North Carolina Courage in de Amerikaanse National Women's Soccer League. Ze was bij deze club de vervanger van Emily Fox die was overgestapt naar Arsenal WFC. Rauch maakte haar debuut voor de club door op 16 maart 2024 in de basis te starten tegen Houston Dash. Ze maakte haar eerste doelpunt voor North Caroline Courage in een met 4-1 gewonnen uitwedstrijd tegen San Diego Wave op 8 september 2024.

## Statistieken
| Seizoen | Club                      | Land             | Competitie                     | Wedstrijden | Doelpunten |
| ------- | ------------------------- | ---------------- | ------------------------------ | ----------- | ---------- |
| 2012/13 | 1. FFC Turbine Potsdam II | Duitsland        | 2de Bundesliga                 | 11          | 1          |
| 2013/14 | 1. FFC Turbine Potsdam II | Duitsland        | 2de Bundesliga                 | 22          | 6          |
| 2014/15 | 1. FFC Turbine Potsdam II | Duitsland        | 2de Bundesliga                 | 2           | 1          |
| 2015/16 | 1. FFC Turbine Potsdam II | Duitsland        | 2de Bundesliga                 | 1           | 0          |
| 2014/15 | 1. FFC Turbine Potsdam    | Duitsland        | Bundesliga                     | 15          | 2          |
| 2015/16 | 1. FFC Turbine Potsdam    | Duitsland        | Bundesliga                     | 15          | 2          |
| 2016/17 | 1. FFC Turbine Potsdam    | Duitsland        | Bundesliga                     | 17          | 7          |
| 2017/18 | 1. FFC Turbine Potsdam    | Duitsland        | Bundesliga                     | 20          | 4          |
| 2018/19 | 1. FFC Turbine Potsdam    | Duitsland        | Bundesliga                     | 22          | 6          |
| 2019/20 | VfL Wolfsburg             | Duitsland        | Bundesliga                     | 16          | 1          |
| 2020/21 | VfL Wolfsburg             | Duitsland        | Bundesliga                     | 21          | 2          |
| 2021/22 | VfL Wolfsburg             | Duitsland        | Bundesliga                     | 17          | 3          |
| 2022/23 | VfL Wolfsburg             | Duitsland        | Bundesliga                     | 21          | 2          |
| 2023/24 | VfL Wolfsburg             | Duitsland        | Bundesliga                     | 5           | 0          |
| 2024    | North Carolina Courage    | Verenigde Staten | National Women's Soccer League | 26          | 1          |
| 2025    | North Carolina Courage    | Verenigde Staten | National Women's Soccer League | 1           | 0          |
| Totaal  | Totaal                    | Totaal           | Totaal                         | 232         | 38         |

Laatste update: 20 maart 2025

## Interlandcarrière
Op 17 november 2015 werd Rauch voor het eerst opgeroepen voor het Duitse nationale team door bondscoach Silvia Neid voor een wedstrijd tegen Engeland op 26 november 2015 dat eindigde in een doelpuntloos gelijkspel. Haar eerste interlanddoelpunt maakte Rauch op 3 september 2019 in Lviv in een 8-0 overwinning op Oekraïne in een kwalificatiewedstrijd voor het EK 2017 in Nederland. Ze maakte de 3-0 in de 32ste minuut. Rauch werd niet opgenomen in de selectie voor dit EK.
Voor het volgende EK in 2022 werd Rauch wel opgenomen in de selectie. Ze speelde in vijf van de zes wedstrijden van Duitsland, waaronder de verloren finale tegen Engeland.
Voor het WK 2023 nam bondscoach Martina Voss-Tecklenburg Rauch opnieuw op in haar selectie. Op dit eindtoernooi werd Duitsland al in de groepsfase uitgeschakeld. Rauch maakte alleen minuten in de met 6-0 gewonnen wedstrijd tegen Marokko.
Rauch werd op de reservelijst gezet van de Duitse selectie voor op de Olympische Spelen in 2024. Door ziekte bij Sarai Linder werd ze tijdens de groepsfase alsnog bij de selectie gehaald. In de volgende vijf wedstrijden begon Rauch in de basisopstelling en won ze met haar land een bronzen medaille door Spanje te verslaan in de troostfinale.